# Zigong Lantern Group
Zigong Lantern Group es una empresa de fabricación de artículos de linternas con sede en Orlando, Florida, Estados Unidos.   Es operado por Zigong Lantern Group Worldwide. Justin Corsa es el actual director ejecutivo de la empresa. 
La empresa ha creado exhibiciones de linternas para festivales de linternas a nivel internacional, incluidos Francia, el Reino Unido y los Estados Unidos. 
Es miembro de IAAPA, la Asociación de Zoológicos y Acuarios (AZA), la Asociación Zoológica de América (ZAA) y la Asociación de Atracciones de Florida (FAA). 

## Historia
Se formó en la fusión de empresas ubicadas en Zigong, Shanghai, Chengdu, Chongqing y Estados Unidos. 
La empresa tiene dos subsidiarias: una llamada Zigong Lantern Group Worldwide, que tiene su sede en Florida, y otra llamada Zigong Shijieyijia Culture Communication, que posee una fábrica en China. 
En 2019, la empresa organizó el Festival de Luces Chino en 242.811 m² (60 acres) de tierra en el Zoológico de Nashville .  También formaron una asociación de tres años con Magnolia para el festival Lights of Magnolia. 
En 2020, se utilizaron un millón de luces de linternas en el Festival Luminosa, que se celebró en un área de 52609 m² (13 acres).  Las linternas utilizadas fueron hechas con seda hecha a mano y material de acero. 
En 2021, el Festival de la Iluminación: ¡Mundo de Luces! se organizó en el zoológico de Southwick.  Más tarde, en noviembre, se inauguró el Festival de las Linternas en la Bahía de Cowabunga, Las Vegas .    Ese mismo año también produjeron Iluminaciones de invierno en el Yorkshire Wildlife Park en Doncaster, Reino Unido.  Además, firmaron un contrato con el gobierno francés de Ville de Béziers, en Francia, para decorar su plaza principal. 
En agosto de 2022, la empresa recibió el premio Best in Show de la Asociación de Atracciones de Florida.  Ese mismo mes, Zigong participó en la producción del festival Land of Lights en Gulliver's Resort, que se celebró entre noviembre de 2022 y febrero de 2023.   En el zoológico de Kansas City, Zigong organizó el festival de linternas GloWild, que se desarrolló desde septiembre de 2022 hasta fines de diciembre de 2022. 
En noviembre de 2022, Zigong recibió el premio Brass Ring otorgado por la Asociación Internacional de Parques de Atracciones y Diversiones. 
En 2024, organizaron el Festival de las Linternas en Málaga, España.
La empresa ha registrado su nombre en Europa y el Reino Unido.  